# Cirphula carbonaria
Cirphula carbonaria är en insektsart som först beskrevs av Jean Guillaume Audinet Serville 1838.  Cirphula carbonaria ingår i släktet Cirphula och familjen gräshoppor. Inga underarter finns listade i Catalogue of Life.